# Patrimoni dell'umanità dell'Oman
I patrimoni dell'umanità dell'Oman sono i siti dichiarati dall'UNESCO come patrimonio dell'umanità in Oman, che è divenuto parte contraente della Convenzione sul patrimonio dell'umanità il 6 ottobre 1981.
Al 2020 i siti iscritti nella Lista dei patrimoni dell'umanità sono cinque, mentre sette sono le candidature per nuove iscrizioni. Il primo sito iscritto nella lista è stato nel 1987 il Forte Bahla, durante l'undicesima sessione del comitato del patrimonio mondiale. L'anno seguente, nella dodicesima sessione, è stato inserito nella lista il secondo patrimonio omanita, i siti archeologici di Bat, Al-Khutm e Al-Ayn. Il terzo sito omanita è stato la Terra dell'incenso, aggiunto nel 2000. Nel 2006 la trentesima sessione ha inserito nella lista i sistemi d'irrigazione Aflaj dell'Oman. Infine, il patrimonio di più recente riconoscimento è l'antica città di Qalhat, inclusa nella lista nel 2018 dalla quarantaduesima sessione del comitato. Tutti i siti sono considerati culturali, secondo i criteri di selezione.
Il Santuario dell'Orice d'Arabia fu aggiunto alla lista nel 1994, ma poi cancellato nel 2007 a causa della restrizione di oltre il 90% della superficie della riserva che ha comportato anche la riduzione della popolazione di orici d'Arabia protetti.

## Siti del Patrimonio mondiale
| Foto | Sito                                        | Luogo                                                                         | Tipo                      | Anno | Descrizione |
| ---- | ------------------------------------------- | ----------------------------------------------------------------------------- | ------------------------- | ---- | --- |
|      | Forte Bahla                                 | Bahla                                                                         | Culturale (433; iv)       | 1987 | L'oasi di Bahla deve la sua prosperità ai Banu Nebhan, tribù dominante nell'area dal XII alla fine del XV secolo. Le rovine dell'immenso forte, con le sue mura e torri di mattoni crudi e le sue fondamenta in pietra, sono un notevole esempio di questo tipo di fortificazione e attestano la potenza dei Banu Nebhan. |
|      | Siti archeologici di Bat, Al-Khutm e Al-Ayn | Governatorato di al-Zahira                                                    | Culturale (434; iii, iv)  | 1988 | Il sito protostorico di Bat si trova vicino a un palmeto all'interno del Sultanato dell'Oman. Insieme ai siti limitrofi di Al-Khutm e Al-Ayn, costituisce la raccolta più completa di insediamenti e necropoli del III millennio a.C. nel mondo. |
|      | Terra dell'incenso                          | Governatorato del Dhofar                                                      | Culturale (1010; iii, iv) | 2000 | Gli alberi di franchincenso di Wadi Dawkah e i resti dell'oasi carovaniera di Shisr/Wubar e dei porti affiliati di Khor Rori e Al-Baleed illustrano vividamente il commercio di incenso che fiorì in questa regione per molti secoli, come uno dei più importanti scambi commerciali attività del mondo antico e medievale. |
|      | Sistemi d'irrigazione aflaj dell'Oman       | Governatorato di al-Dakhiliyya, Regione di al-Batina, Regione di al-Sharqiyya | Culturale (1207; v)       | 2006 | La proprietà comprende cinque sistemi di irrigazione aflaj ed è rappresentativa di circa 3000 di tali sistemi ancora in uso in Oman. Le origini di questo sistema di irrigazione potrebbero risalire al 500 d.C., ma l'evidenza archeologica suggerisce che i sistemi di irrigazione esistessero in questa zona estremamente arida già nel 2500 a.C. Utilizzando la gravità, l'acqua viene convogliata da sorgenti superficiali o sotterranee per supportare l'agricoltura e l'uso domestico. La gestione e la condivisione equa ed efficace dell'acqua nei villaggi e nelle città è ancora sostenuta dalla dipendenza reciproca e dai valori comunitari e guidata da osservazioni astronomiche. Numerose torri di avvistamento costruite per difendere i sistemi idrici fanno parte del sito che riflette la storica dipendenza delle comunità dal sistema aflaj. Minacciati dall'abbassamento del livello della falda freatica, gli aflaj rappresentano una forma di utilizzo del suolo eccezionalmente ben conservata. |
|      | Antica città di Qalhat                      | Sur                                                                           | Culturale (1573; ii, iii) | 2018 | La proprietà, che si trova sulla costa orientale dell'Oman, comprende l'antica città di Qalhat, circondata da mura interne ed esterne, nonché aree oltre i bastioni dove si trovano le necropoli. La città si sviluppò come un importante porto sulla costa orientale dell'Arabia tra l'XI e il XV secolo d.C., durante il regno dei principi di Hormuz. L'antica città porta una testimonianza archeologica unica dei legami commerciali tra la costa orientale dell'Arabia, l'Africa orientale, l'India, la Cina e il sud-est asiatico. |

## Siti candidati
| Foto | Sito                                                                         | Luogo                    | Tipo                                 | Anno       | Descrizione |
| ---- | ---------------------------------------------------------------------------- | ------------------------ | ------------------------------------ | ---------- | --- |
|      | Forti di Rustaq e al-Hazm                                                    | Al-Hazm, Rustaq          | Culturale (497)                      | 04/07/1988 | L'imponente forte di Rustaq si trova nel mezzo di una grande oasi, proprio ai piedi del Jebel Akhdar, dove la stretta valle del Wadi Far taglia i calcari dolomitici del Jebel e si allarga tra le colline ofiolitiche inferiori. L'attuale monumento incorpora una precedente fortificazione preislamica sotto la sua parte più alta e la torre principale. Il castello di al-Hazm si trova ai margini di un piccolo gruppo di giardini di palme, sulla sponda occidentale del Wadi Far, quando entra nell'arida pianura ghiaiosa che separa le montagne dalla costa di Batinah. |
|      | Riserva naturale proposta delle isole al-Ḥallāniyya                          | Khuriya Muriya           | Naturale (5832; x)                   | 23/05/2013 | La riserva proposta è composta da quattro isole principali e da un isolotto a forma di due picchi chiamate Shunais. Al-Hallaniyya è l'isola più grande ed è abitata da 250 persone, la maggior parte delle quali pescatori. Le isole sono proposte per essere designate come riserva naturale con l'obiettivo di preservare le spiagge di nidificazione delle tartarughe, le barriere coralline, gli uccelli e l'uso sostenibile delle risorse ittiche. |
|      | Riserva naturale proposta di Bar al-Hakman                                   | Mahout                   | Naturale (5833; x)                   | 23/05/2013 | Bar al-Hakman si trova sulla costa sud-orientale dell'Oman, approssimativamente al centro della costa del paese. La penisola di Bar al-Hakman, così chiamata dalla tribù Hakman, è un'immensa pianura. Geologicamente la penisola è composta da monotone pianure di ghiaia, pianure di sale costiere e interne (sabkhas), grandi distese fangose e alcune lagune di acqua salata. |
|      | Riserva naturale di Jebel Samhan                                             | Governatorato del Dhofar | Naturale (5834; vii, x)              | 23/05/2013 | La Riserva naturale di Jebel Samhan (JSNR) si trova nel sud dell'Oman. Costituita nel 1997, con una superficie approssimativa di 4500 km², oggi è la più grande area protetta del paese. La riserva è stata istituita per proteggere la fauna selvatica nei suoi habitat naturali e per promuovere l'uso sostenibile delle risorse naturali, come il turismo legato alla fauna selvatica. |
|      | Riserva naturale delle isole Al Dimaniyat                                    | Barka', Seeb             | Naturale (5839; x)                   | 23/05/2013 | La Riserva Naturale delle isole Al Dimaniyyat è un arcipelago di nove isole lungo la costa dei Wilayat di al-Seeb e di Barka'. Sono circondate da scogli e fondali bassi che distano solo 16-18 chilometri dalla costa e sono raggiungibili solo in barca. Le isole sono state designate come riserva naturale nel 1996 con l'obiettivo di preservare le spiagge di nidificazione delle tartarughe, i paesaggi naturali, le barriere coralline e gli uccelli, oltre a promuovere l'ecoturismo. |
|      | Riserva delle tartarughe di Ras al Hadd e sito del patrimonio di Ras al-Jinz | Ras al Hadd              | Misto (5840; ii, iii, x)             | 23/05/2013 | La riserva delle tartarughe di Ras al Had è stata designata come riserva naturale nel 1996 e copre un'area di 120 chilometri quadrati di spiagge, terre costiere, fondali marini e due khaur o lagune (Khaur al Hajar e Khaur Jarama). Il sito è roccioso in alcune parti, ma ha diverse ripide spiagge sabbiose, dove, in determinati periodi dell'anno, migliaia di tartarughe verdi vengono a nidificare. All'interno della riserva sono presenti alcuni siti archeologici di importanza storica, che richiedono un'indagine speciale con l'obiettivo di tutela e utilizzo per il turismo sostenibile. |
|      | Paesaggio culturale di Bisya e Salut e i suoi resti archeologici             | Bisya                    | Culturale (5939; ii, iii, iv, v, vi) | 24/09/2014 | Nelle vicinanze di Bisya convergono due grandi uadi: il Wadi Seyfam a ovest e il Wadi Bahla a est. In combinazione con depositi localizzati di buoni terreni agricoli, entrambi gli uadi fornivano l'acqua necessaria per l'irrigazione e consentivano, quindi, lo sviluppo di insediamenti umani permanenti. Il vasto insediamento umano in questa zona risale alla fine del IV millennio a.C. e si è protratto fino ai giorni nostri, reso evidente dalla grande concentrazione di siti archeologici ancora da esplorare. L'insediamento di grandi insediamenti nell'età del bronzo (3000-1300 a.C.) e dopo l'età del ferro (1300-300 a.C.) avrebbe richiesto lo sviluppo di tecnologie adattate localmente per sfruttare al meglio le risorse idrologiche e sedimentarie combinate. |

## Siti cancellati dalla Lista del Patrimonio mondiale
| Foto | Sito                          | Luogo                     | Tipo              | Iscr. | Canc. | Descrizione |
| ---- | ----------------------------- | ------------------------- | ----------------- | ----- | ----- | --- |
|      | Santuario dell'Orice d'Arabia | Governatorato di al-Wusta | Naturale (654; x) | 1994  | 2007  | Il Santuario dell'orice d'Arabia è un'area all'interno delle regioni biogeografiche del deserto centrale e delle colline costiere dell'Oman. Nebbie e rugiade stagionali supportano un ecosistema desertico unico la cui flora diversificata comprende diverse piante endemiche. La sua rara fauna comprende il primo branco libero di orici d'Arabia dall'estinzione globale della specie in natura nel 1972 e la sua reintroduzione qui nel 1982. Gli unici siti di riproduzione selvaggia in Arabia dell'otarda ubara, una specie di trampoliere, in via di estinzione, si trovano anche stambecchi della Nubia, lupi arabi, tassi del miele, caracal e la più grande popolazione selvatica di gazzelle arabiche. |